# Pescuirea minunată
Pescuirea minunată este denumirea sub care sunt cunoscute două dintre minunile lui Iisus, consemnate în Evangheliile canonice. Minunile sunt raportate ca având loc la ani distanță una de cealaltă, dar în ambele cazuri situația era că apostolii pescuiau fără succes în Marea Galileei când Iisus le spune să mai încerce o dată să-și arunce mrejele, pe care ei le scot pline cu pește.

## Descriere
În Evanghelia după Luca (5:1–11) , prima pescuire minunată are loc la începutul propovăduirii lui Iisus și duce la alăturarea ca ucenici a lui Petru, Iacov și Ioan, fiii lui Zevedeu.
A doua pescuire minunată este denumită și "prinderea miraculoasă a 153 de pești" și pare să reamintească de prima pescuire. Ea este consemnată în ultimul capitol al Evangheliei după Ioan (21:1–14) și are loc după Învierea lui Iisus.
În arta creștină, cele două minuni sunt prezentate distinct. În primul caz, Iisus este reprezentat șezând în barcă împreună cu Petru, în timp ce în al doilea caz el stă în picioare pe mal.

## Prima pescuire miraculoasă
În conformitate cu Evanghelia după Luca , în ziua acestui miracol, Iisus din Nazaret predica în apropiere de Marea Galileei, când a văzut două bărci pe malul apei. A urcat în una dintre ele care aparținea lui Simon (Petru) și, îndepărtându-se puțin de mal, s-a așezat și a învățat lumea din barcă. După aceea, i-a spus lui Petru:
"Du-te la apă adâncă și lasă-ți plasele acolo pentru a pescui."
Petru a răspuns:
"Stăpâne, am muncit din greu toată noaptea și nu am prins nimic. Dar pentru că spui așa, voi arunca mrejele."
Când ei au făcut acest lucru, "au prins un număr așa de mare de pești că plasele lor au început să rupă", cerând ajutor de la o altă barcă. Când Petru a văzut marea captură, care a umplut amândouă bărcile până aproape de punctul de scufundare, a căzut la picioarele lui Iisus și a zis: "Pleacă de la mine, Doamne; eu sunt un om păcătos!" Iisus i-a răspuns: "Nu te teme; de acum vei fi un pescar de oameni", după care Petru și colegii săi Iacov și Ioan au lăsat totul și l-au urmat pe Iisus.

## A doua pescuire miraculoasă

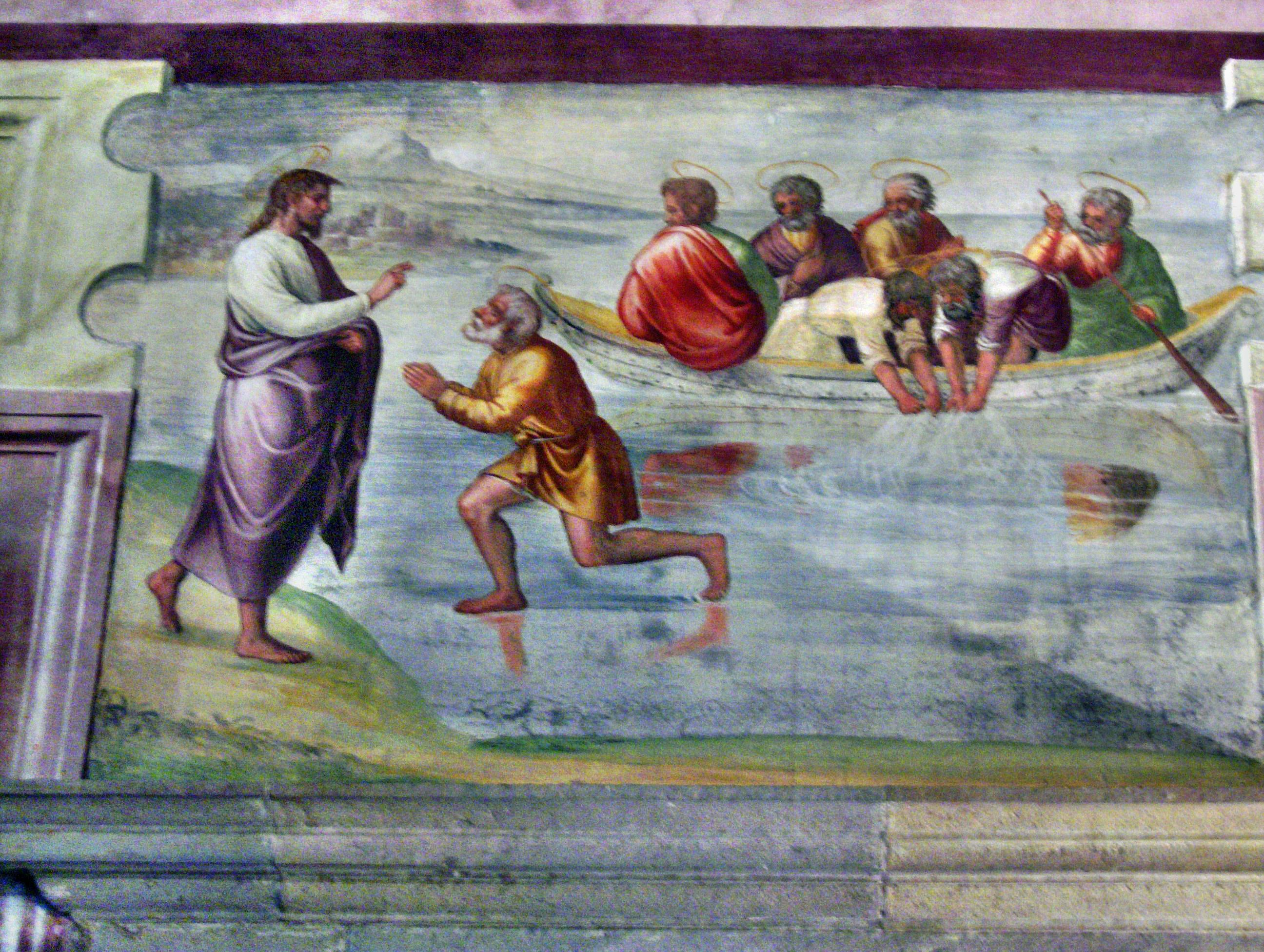
Pescuirea miraculoasă a 153 de peşti frescă în Catedrala din Spoleto, Italia (a doua minune).

În conformitate cu Evanghelia după Ioan , șapte ucenici – Petru, Toma, Nathanael, fiii lui Zevedeu (Iacov și Ioan), și alți doi – au hotărât să meargă la pescuit într-o seară de după Învierea lui Iisus, dar nu au prins nimic. În zorii dimineții următoare, Iisus (pe care ei nu l-au recunoscut) a strigat la ei de pe mal:
"Prieteni, nu aveți niciun pește?"
Când ei au răspuns negativ (întrebarea în limba greacă folosește o particulă care presupune răspunsul "Nu") , Iisus a replicat: "Aruncați-vă mrejele pe partea dreaptă a bărcii și veți găsi ceva." După ce au făcut aceasta, "ei nu au putut să scoată mrejele din cauza numărului mare de pești."
Dându-și seama de identitatea celui care i-a sfătuit, ucenicul pe care-l iubea Iisus i-a zis lui Petru: "Este Domnul!" , la care Petru a sărit în apă pentru a-l întâlni (un aspect al poveștii adesea ilustrat în arta creștină), în timp ce ucenicii rămași l-au urmat cu barca, trăgând mrejele, care s-au dovedit pline cu 153 de pești mari. Iisus a gătit și a mâncat o parte din pești împreună cu ucenicii.
Acest pasaj a fost în mod tradițional unul dintre lecturile liturgice de după Paști, iar predicile au fost realizate de Augustin de Hipona  și Ioan Gură de Aur , printre alții.

### 153 de pești
Precizia numărului de 153 de pești a fost mult timp analizată și diferiți scriitori au susținut că numărul 153 are unele semnificații profunde, iar multe teorii contradictorii au fost elaborate (vezi discuția cu privire la numărul 153 în Biblie). Discutând unele dintre aceste teorii, teologul D. A. Carson sugerează că "Dacă Evanghelistul are în minte un anumit simbolism în legătură cu numărul 153, el l-a ascuns bine" , în timp ce alți specialiști notează că "Nicio semnificație simbolică a numărului de 153 de pești din Ioan 21:11 nu a primit un sprijin larg." 
Trimiterile la aspecte ale miracolului sau la ideea generală de a fi "pescari de oameni" pot fi recunoscute uneori prin folosirea numărului 153. De exemplu, Școala St. Paul din Londra a fost fondată în 1512 de John Colet pentru a instrui 153 de copii săraci.

## Galerie de artă

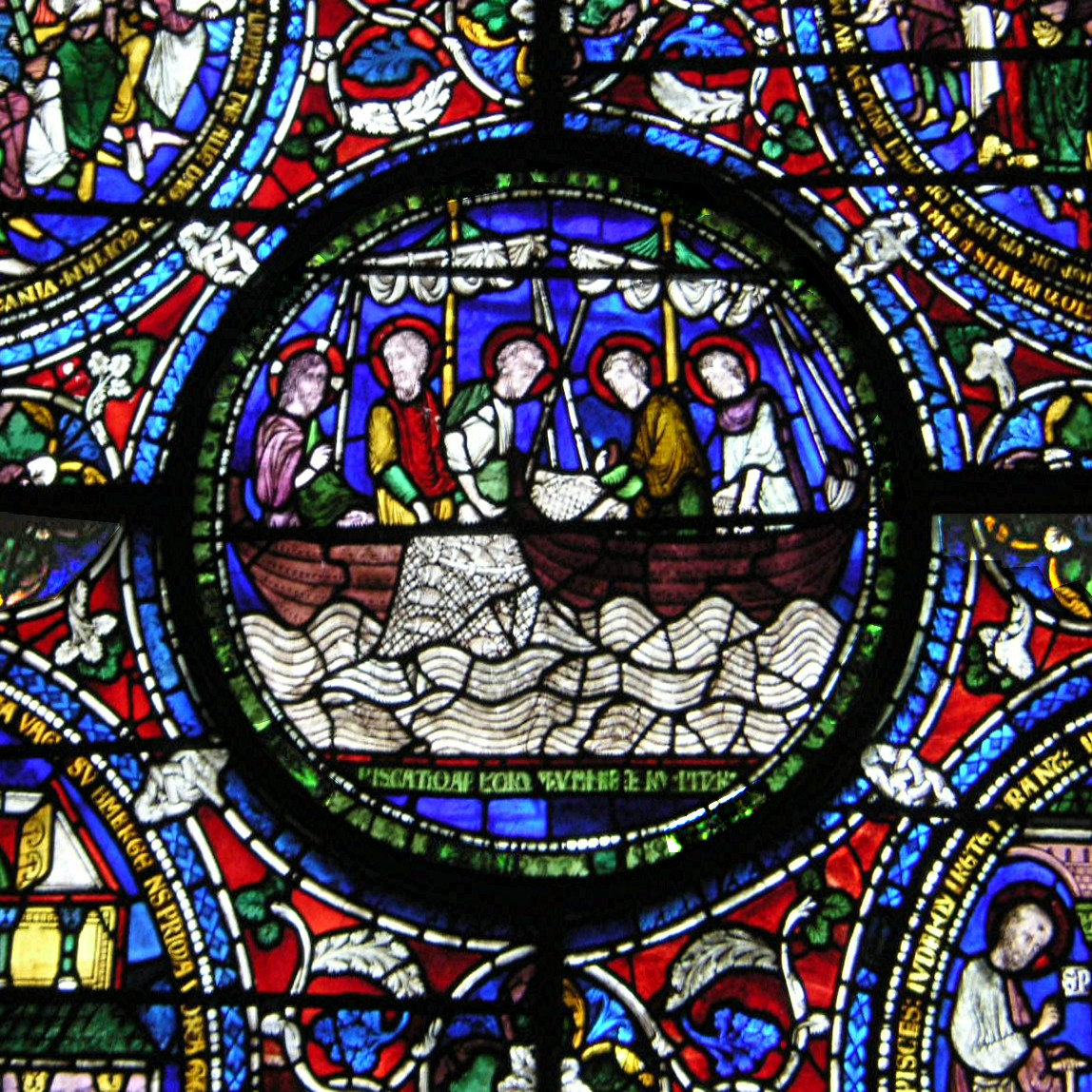
Detaliu de vitraliu, Catedrala din Canterbury (prima minune)
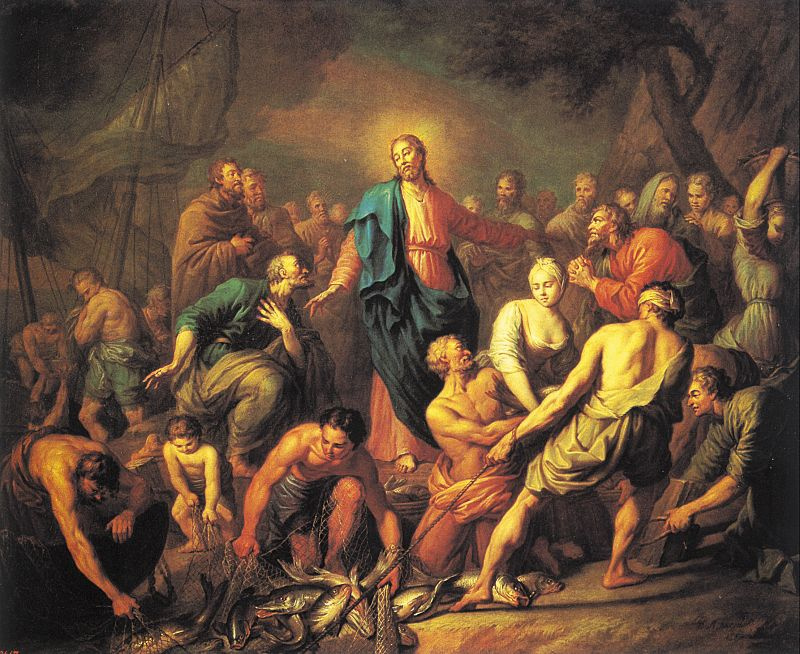
Pictură de Anton Losenko, 1762 (prima minune)
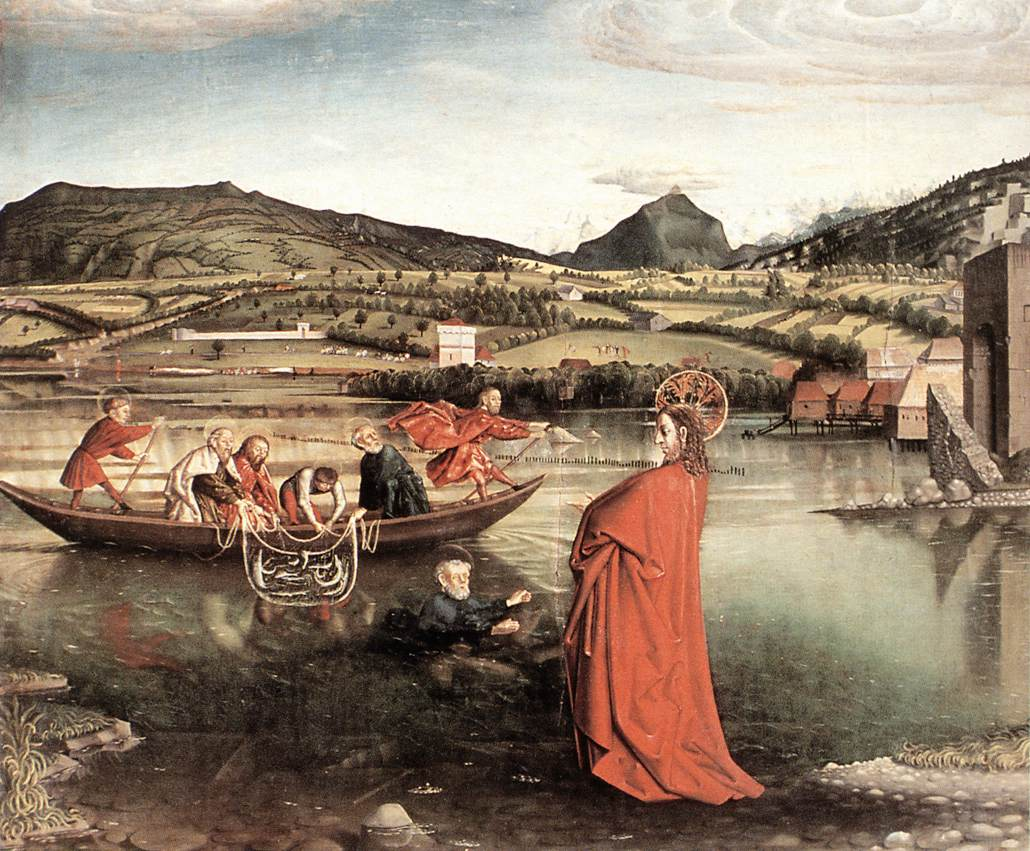
Pictură de Konrad Witz, 1444 (a doua minune)
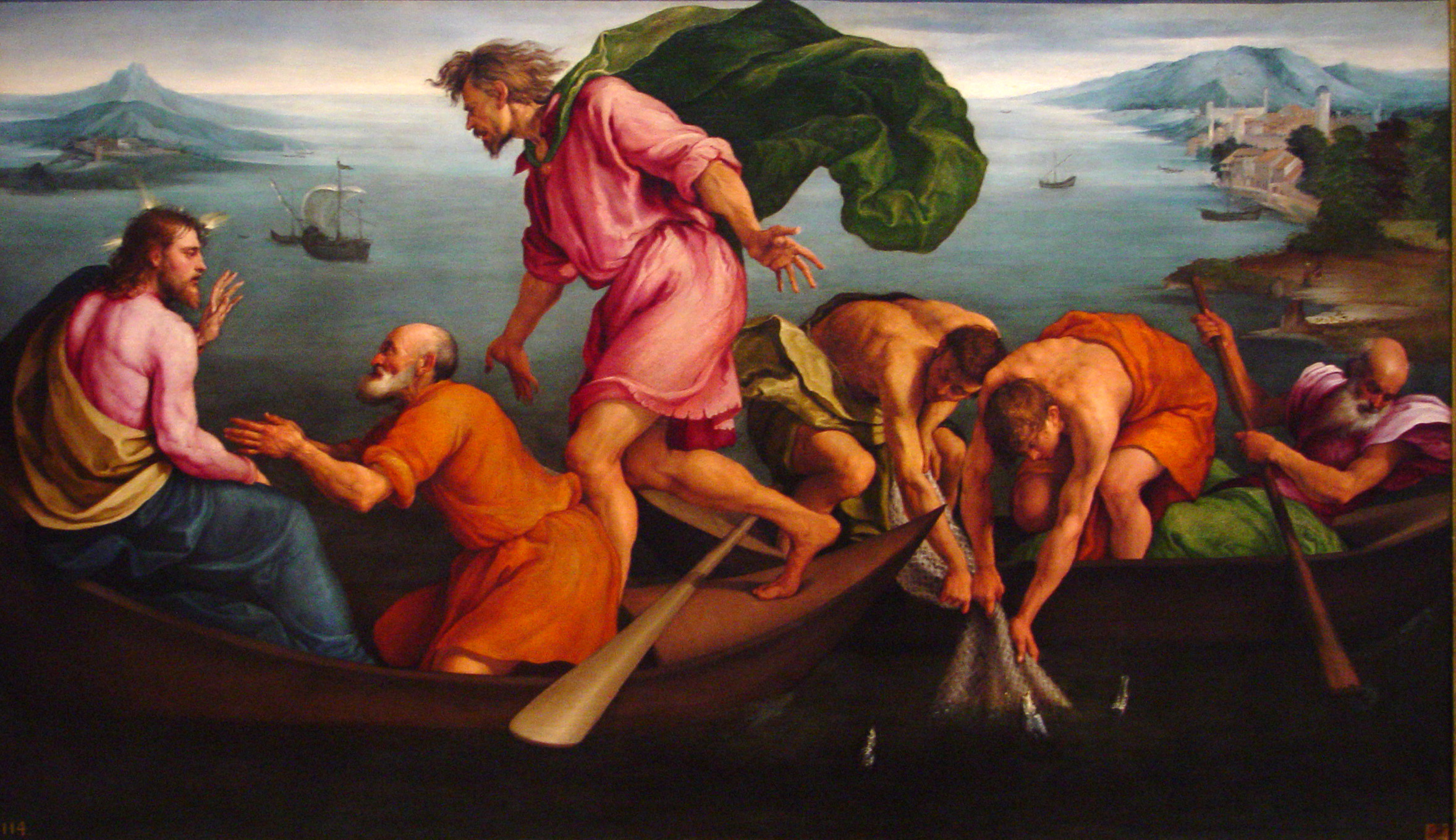
Pictură de Jacopo Bassano, 1545 (prima minune)
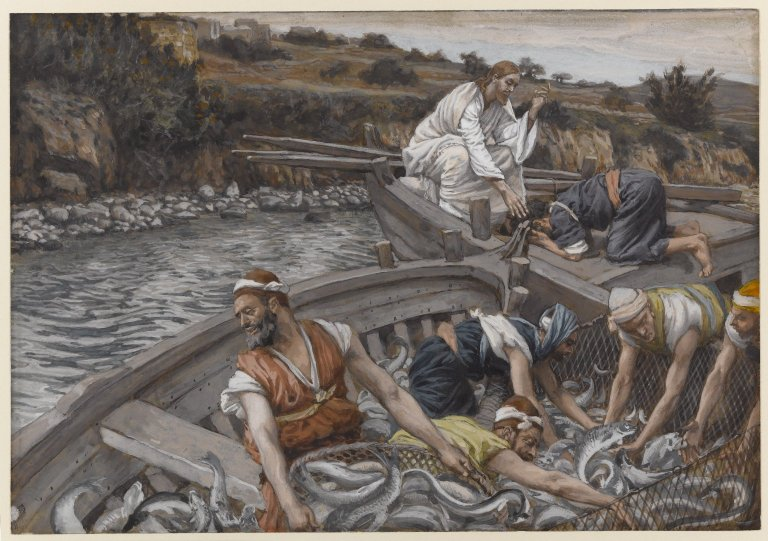
Acuarelă de James Tissot (prima minune)